# Черленківський замок
Черленківський замок — руїна історичної оборонної споруди. Пам'ятка архітектури і містобудування місцевого значення, включена до відповідного Реєстру пам'яток історії та культури Вінницької області.

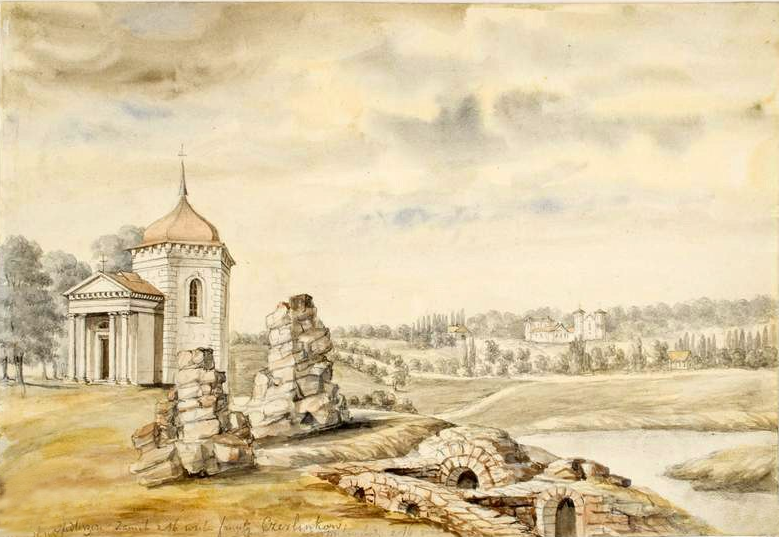
Наполеон Орда. Селище. Руїни замку Черленківських та каплиця, між 1871 та 1873 рр.

## Історичні відомості
Деякі краєзнавці та історики поширюють міф про  появу Черленківського замку за часів хазяйнування на Поділлі князів Коріятовичів. Абсолютно безпідставно стверджується що тоді ця оборонна споруда разом з поселенням на Лисій горі над Бугом, т. зв. Черлений град, переважав за розмірами і кількістю населення Вінницю. Також у багатьох джерелах помилково стверджується що у 1448 р. поселення отримує Магдебурзьке право та навіть свій герб. Вперше цю версію поширив вінницький історик Констянтин Завальнюк у книзі '' Останній з визначних Щеньовських''  Однак ця версія є помилковою. Історик сплутав або свідомо підмінив Черленків з містечком Червоногород /Черлений град (зникле нині містечко, що було центром одноіменного повіту  якому дійсно було надано такий привілей у 1448 році. Розташовувалось поблизу нинішнього села Нирків Тернопільської області .  
Слід також розрізняти поселення Черленків, яке знаходилось в кількох кілометрах вище по Бугу та власне замок Черленковських, що знаходився на території села Селище, чіткі відомості про який з'являються лише у 17-му столітті.  Приблизно з середини 1600-х років,після розорення татарами Черленкова, будується нове укріплення в Селищах і маєтності Черленковських розділяються на Черленків Старий ( на місці спаленого татарами) та Селище або Черленків Новий (Siedliszcze alias Cherlenkow Nowy). Саме під такими назвами ці поселення згадуються у орендному контракті від Черленковського Яну Дзіку   та у записі маєтків від Атаназія Черленковського Стефану Пісочинському у 1668 році. Однак подвійна назва не прижилася і з 1700-х років не використовувалась.
У XVI - XVII ст. замок разом з навколишніми землями належить родині шляхтичів Кмитів-Черленківських. Місцина ця отримує назву Черленківщина. . У 1648 р. після знищення у Вінниці домініканського монастиря, Черленківський замок приймає вигнанців. Останній з чоловічої гілки Черленківських — Анатас (Атаназій), ставши ченцем, передає замок в числі інших своїх маєтностей, Стефану Пісочинському.  Пізніше серед володарів згадуються родини Пісочинських, Шашкевичів, Чарнецьких, Куніцьких,Нітославських, а з 1750 р. — Щеньовські.
Староста трахтемирівський, житомирський підчаший Станіслав Щеньовський відремонтував стіни замку, спорядив його гарматами. Але вже 1768 р., за часів Барської конфедерації,діяльний конфедерат — воєвода брацлавський Онуфрій Щеньовський[джерело?], отримавши поразку під Білою Церквою від царських військ,потрапляє в ув'язнення,а його син  Ігнаци остаточно розбирає Черленківський замок задля спорудження власного палацу. Замок втрачає своє оборонне значення, втім так і не бачивши протягом свого існування жодної осади. Одна з веж, що залишилась, від 1800-х років стала капличкою з родинною криптою - усипальницею Щеньовських, де труни висіли на ланцюгах. У 1820 році першим тут був похований Ігнаци Шеньовський.
|  |
Такою її побачив і замалював художник Наполеон Орда, який здійснив подорож цими місцинами між 1871 та 1873 рр.
У більшовицьку добу палац разом зі склепом знищено, труни Щеньовських скинуто в Буг, а одна з них певний час використовувалась як місток через струмочок. Другу башту замку розтягнуто по цеглині вже в сучасну добу.
Археологічні розкопки на замчищі у 1969 та 2007 роках виявили знахідки періоду трипільскої культури. Також знайдено фундаменти прямокутної в плані споруди та залишки цегли в формі плінфи. 

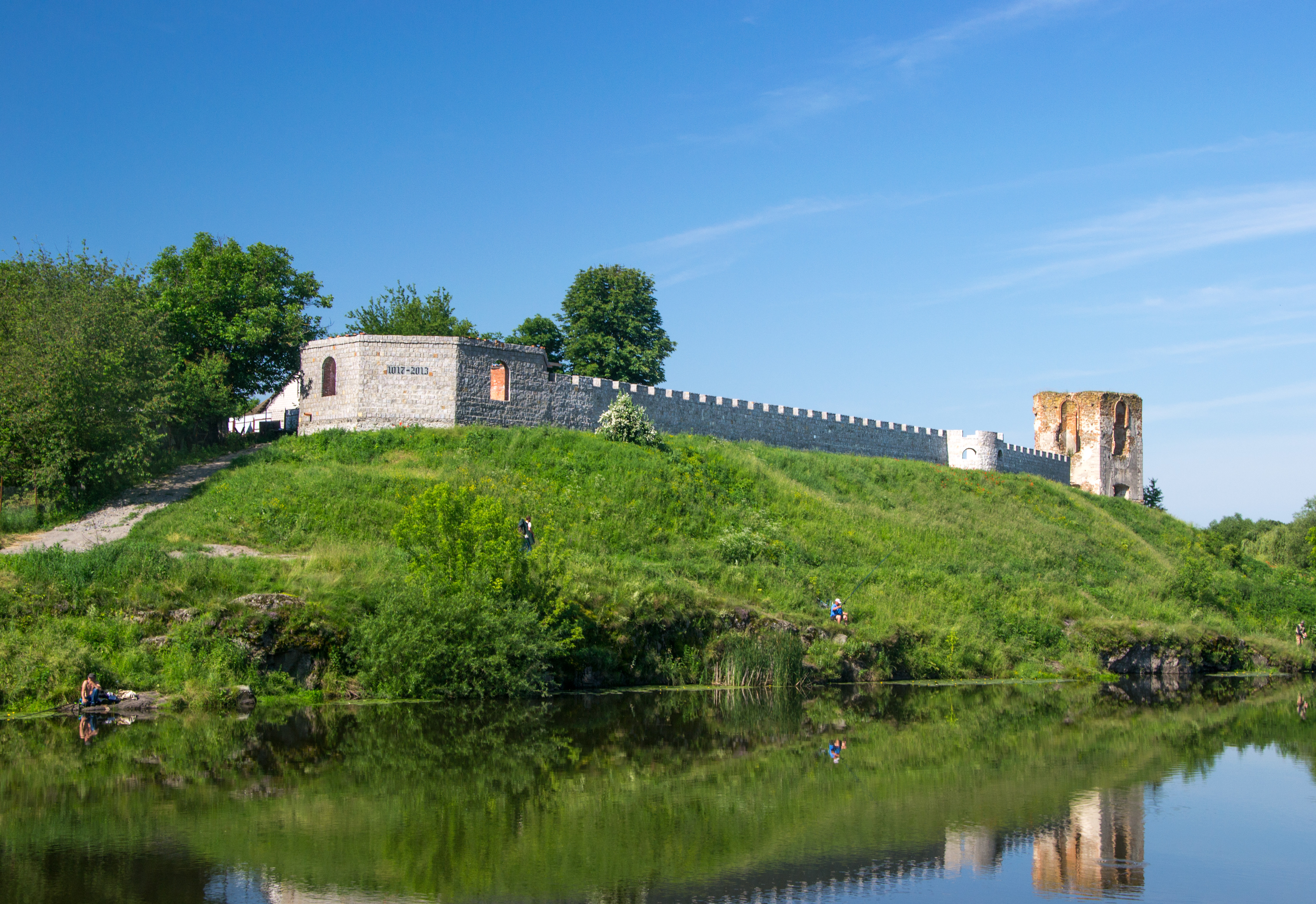
Новобуд Черленківського замку зі старою вежею

## Сучасний стан
Двоярусна шестигранна вежа з оштукатуреним фасадом і рустованими кутами являє собою руїну і продовжує руйнуватись. У 2012 р. об'єкт, незважаючи на туристичну привабливість, не потрапив до переможців районного конкурсу «Сім чудес Тиврівщини».
Поруч з руїною на місці замчиська з 2007 р. ведеться будівництво стилізованого під фортецю ресторанно-розважального комплексу.,
Вежа Черленківського замку включена до туристичного маршруту, розробленого Сутисківським історичним музеєм «Слава». Її також згадано у путівнику «Чотирнадцять мандрівок Вінниччиною» як «пустку без даху, залишену напризволяще».

## Міфологія
Циркулює легенда про двох братів-паничів, які не могли поділити руку дівчини. Один з братів закрився з дівчиною в замку, а інший зібравши військо, взяв замок в облогу і змусив його здатись через голод. Брат застрелив іншого стрілою з замкових мурів, за що судом був даний йому смертний вирок, проте король, враховуючи його заслуги, помилував його.
За часів Гайдамаччини в замку зі старим слугою оборонялася пані Чарнецька (родом з Черленківських).

Існують історії про чималі підземні ходи із замчиська попід Південний Буг і до Вінниці. За радянських часів люди шукали в проваллях підземних ходів панські скарби — 16 діжок із золотом, по чотири діжки в чотирьох різних місцях.

## Галерея
|                            |
| Черленківська вежа. Ракурс |

|                        |
| Вигляд зсередини башти |

|                                |
| Краєвид з Черленківською вежею |

|                         |
| Внутрішній вигляд башти |

|                            |
| Черленківська вежа. Ракурс |

|             |
| Стіни башти |

|                              |
| Черленківська вежа над водою |

|                                                     |
| Стара башта разом з новобудом Черленківського замку |

|                            |
| Черленківська вежа. Ракурс |